# 1529 Oterma
Az 1529 Oterma (ideiglenes jelöléssel 1938 BC) egy kisbolygó a Naprendszerben. Yrjö Väisälä fedezte fel 1938. január 26-án, Turkuban.